# Adolfo Andrade
Adolfo José Andrade Chaparro (Tuluá, 5 de enero de 1950-Cali, 31 de mayo de 2025) comúnmente conocido como Adolfo Andrade, fue un futbolista colombiano, que jugaba en la posición de delantero. Fue el padre del futbolista Andrés Andrade.

## Trayectoria
Nació en Tuluá, Valle del Cauca. Jugó siete temporadas en Deportes Quindío y tres temporadas en el Deportivo Cali, con el que ganó el Campeonato Profesional 1974. Militó en Deportivo Pereira, Deportes Tolima y Once Caldas, equipos con los que tuvo menos éxito.

### Equipos
| Club              | Temporada    | Liga                   | Liga        | Liga  |
| Club              | Temporada    | División               | Apariciones | Goles |
| ----------------- | ------------ | ---------------------- | ----------- | ----- |
| Deportes Quindío  | 1970         | Campeonato Profesional | 17          | 0     |
| Deportes Quindío  | 1971         | Campeonato Profesional | 35          | 7     |
| Deportes Quindío  | Total        | Total                  | 52          | 7     |
| Deportivo Cali    | 1972         | Campeonato Profesional | 33          | 3     |
| Deportivo Cali    | 1973         | Campeonato Profesional | 20          | 3     |
| Deportivo Cali    | 1974         | Campeonato Profesional | 19          | 0     |
| Deportivo Cali    | Total        | Total                  | 72          | 6     |
| Deportivo Pereira | 1975         | Campeonato Profesional | 16          | 1     |
| Deportes Quindío  | 1976         | Campeonato Profesional | 27          | 2     |
| Deportes Quindío  | 1977         | Campeonato Profesional | 0           | 0     |
| Deportes Quindío  | 1978         | Campeonato Profesional | 18          | 3     |
| Deportes Quindío  | Total        | Total                  | 45          | 5     |
| Deportes Tolima   | 1979         | Campeonato Profesional | 20          | 2     |
| Once Caldas       | 1980         | Campeonato Profesional | 29          | 2     |
| Deportes Quindío  | 1981         | Campeonato Profesional | 28          | 3     |
| Deportes Quindío  | 1982         | Campeonato Profesional | 11          | 3     |
| Deportes Quindío  | Total        | Total                  | 38          | 6     |
| Career total      | Career total | Career total           | 273         | 29    |

## Carrera internacional
Debutó con la selección nacional de Colombia el 26 de noviembre de 1971 en la victoria por 2-1 contra Uruguay, en la fase de clasificación para los Juegos Olímpicos de Verano de 1972, donde marcó el primer gol del partido. En el segundo partido, contra Venezuela, marcó dos goles (el partido terminó 2-0). Fue el goleador de la Fase Clasificatoria con cuatro goles en siete partidos.
Participio en la Copa de la Independencia de Brasil, jugando como titular sólo en el partido contra la Selección de África. Fue convocado para la clasificación al Mundial de 1974, donde disputó dos partidos (ambos contra Uruguay).
| N.º | Fecha                   | Sede                        | Rival     | Marcador | Resultado | Competición                             |
| --- | ----------------------- | --------------------------- | --------- | -------- | --------- | --------------------------------------- |
| 1   | 26 de noviembre de 1971 | El Campín, Bogotá, Colombia | Uruguay   | 1–0      | 2–1       | Torneo Preolímpico Sudamericano de 1972 |
| 2   | 28 de noviembre de 1971 | El Campín, Bogotá, Colombia | Venezuela | 1–0      | 2–0       | Torneo Preolímpico Sudamericano de 1972 |
| 3   | 28 de noviembre de 1971 | El Campín, Bogotá, Colombia | Venezuela | 2–0      | 2–0       | Torneo Preolímpico Sudamericano de 1972 |
| 4   | 11 de diciembre de 1971 | El Campín, Bogotá, Colombia | Argentina | 1–0      | 1–1       | Torneo Preolímpico Sudamericano de 1972 |

## Palmarés
| Título           | Club           | País     | Año  |
| ---------------- | -------------- | -------- | ---- |
| Primera División | Deportivo Cali | Colombia | 1974 |